# Юліус Палудан
Юліус Палудан (дан. Julius Paludan; 11 серпня 1843, Аллінге, Данія-Норвегія — 2 грудня 1926, Фредеріксберг, Данія) — данський письменник й історик літератури. Кавалер ордену Данеброг (1892), Почесного знака ордену Даннеброга (1899) та член Королівського товариства науки та знань у Гетеборзі (дан. Kungliga Vetenskaps- och Vitterhets-Samhället i Göteborg, 1909).
Тривалий час був викладачем історії данської літератури у Копенгагенському університеті та членом Данської інспекції з вищої освіти. Привертав увагу сучасників своїм послідовним та сильним консерватизмом, який зробив його постійним критиком іноземного впливу на данську літературу.
Був одружений з Гердою Пуггорд (дан. Gerda Puggaard). Батько письменника та есеїста Якоба Палудана та бібліотекаря Ганса Оге Палудана.

## Біографія
У 1962 році Юліус Палудан став студентом Латинської школи Горсенса, після закінчення якої у 1868 році здобув ступінь кандидата богослов'я, попри те, що вже тоді його в основному цікавила тільки література. Після закінчення навчання вивчав італійську й англійську мови, потім зацікавився французькою мовою та літературою і через пів року поїхав до Парижа. У Франції Юліус вивчав французьку та провансальську мови, подорожував Швейцарією та Рейнським регіоном.
Після повернення додому у 1871 році він став викладати у навчальних закладах Копенгагена та написав свій «Погляд на історію французької національної літератури» (дан. Udsigt over den franske Nationallitteraturs Historie, 1874). У 1877 році Юліус Палудан став виступати з критикою основних робіт Георга Брандеса. У 1878 став доктором філології, захистивши дисертацію про книгу Людвіга Гольберга «Нільс Клім», в якій започаткував великомасштабні дослідження іноземного впливу на данську національну літературу. Поїхавши у 1979 році до Норвегії та Швеції, Палудан зайнявся вивченням системи вищої освіти у школах цих країн, за результатами дослідження опублікував у 1885 році звіт про вищу освіту у скандинавських країнах, завдяки якому у 1888 році став членом Данської інспекції вищої освіти. У 1884 році Палудан почав працювати ад'юнкт-професором скандинавської літератури, у 1892 році став професором історії данської літератури й ординарним професором естетики у Копенгагенському університеті. Викладання історії данської літератури залишалося його основною роботою як викладача в університеті до його від'їзду у 1918 році до Фредеріксберга.
У 1896 році він опублікував книги «Данська література у середні віки» і «Данська література у період між Реформацією та Гольбергом», у 1913 році — книгу «Данська література у період Гольберга» — довідкові видання, незамінні для всіх, хто має справу з данською літературою. У 1897 році опублікував серію лекцій «Еміль Золя та натуралізм», потім книгу «Іноземний вплив на данську національну літературу у XVII та XVIII століттях», у 1910 та 1921 роках — дві збірки естетичних і літературно-історичних трактатів «Між семестрами» (дан. Mellem Semestrene), присвячених головним чином темам зарубіжної літератури.

## Книги (вибірково)
- Julius Paludan. Danmarks literatur mellem reformationen og Holberg, med henblik til den svenske. — Копенгаген : W. Prior, 1896.
- Julius Paludan. Danmarks literatur i middelalderen, med henblik til det øvrige Nordens. — Копенгаген : W. Prior, 1896.
- Julius Paludan. En overgangsgruppe i nordeuropæisk digtning omkring aar 1700. — Копенгаген : Kjøbenhavns universitet, 1908.
- Julius Paludan. Fremmed indflydelse paa den danske nationalliteratur i det 17. og 18. aarnhundrede : en literaturhistorisk undersøgelse. — Копенгаген : W. Prior, 1887.
- Julius Paludan. Danmarks litteratur i Holbergtiden : med henblik til den svenske : som grundlag for universitetsundervisning. — Копенгаген : Nationale forfatteres forlag, 1913.
- Julius Paludan. Det høiere skolevaesen i Danmark, Norge og Sverig En sammenlignende historisk fremstilling, udarbeidet efter opfordring af bestyrelsen for det Letterstedtske fond. — Копенгаген : W. Priors hofboghandel, 1885.
- Julius Paludan. Mellem semestrene : litteraturhistoriske og æsthetiske afhandlinger. — Копенгаген : Nationale forfatteres forlag, 1910.